# Абгаллу

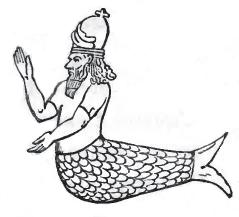
Оанн из Дур-Шаррукина.

Абгаллу или Абгаль (шум.), Апкаллу (аккад.) — в шумеро-аккадской мифологии семь мудрецов-помощников бога мудрости Энки, основатели семи первых шумерских городов.
По легенде, эти мудрецы были созданы Энки, и пришли к людям из мирового океана Абзу, что отражено в их названии (Ab — вода, Gal — большой, Lu — человек). Первым шумерским царям (правившим до великого потопа) мудрецы-Абгаллу служили в качестве советников и министров, а также были жрецами бога Энки.
Эта легенда перекликается с мифом об Оанне — получеловеке-полурыбе, вышедшем к диким людям из океана и обучившим их ремёслам и наукам.
Часто одним из семи мудрецов считают Адапу, иногда причисляют к ним и других легендарных правителей первых шумерских городов: Гильгамеша и Этану.